# Vorarlberg
Vorarlberg o Vorarlbergo es uno de los nueve estados federados que componen la República de Austria. Cuenta con su propio gobierno y su capital es Bregenz. Tiene una superficie de 2601 km² y una población de 410 976 habitantes (2024). El estado se encuentra ubicado en el extremo oeste del país.

## Geografía

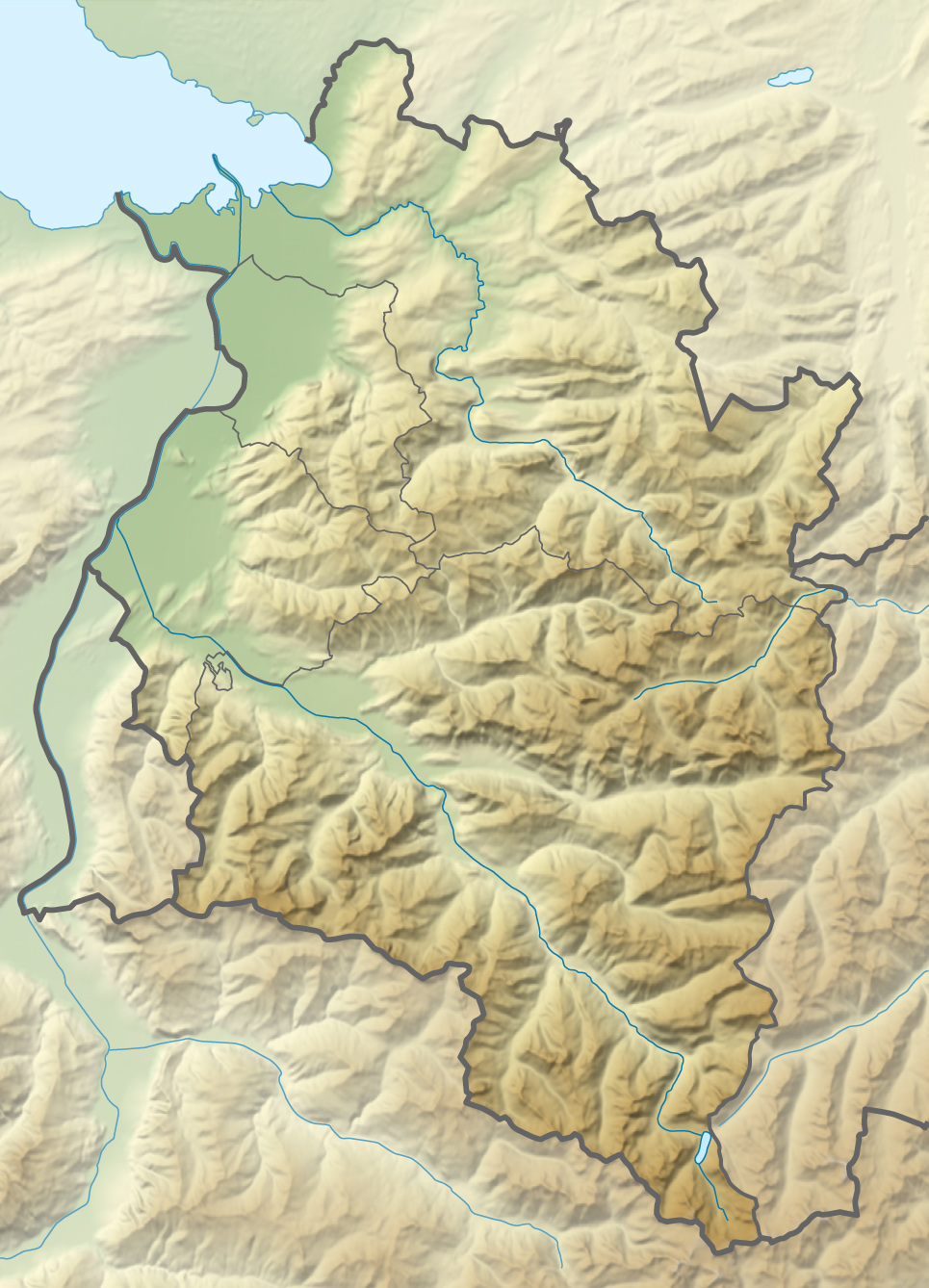
Relieve de Vorarlberg

Limita al norte con Alemania (estado de Baviera), al este con el estado de Tirol, al sur y noroeste con Suiza (al sur con el cantón de Grisones y al noroeste con  el cantón de San Galo), y al oeste en 35 km con Liechtenstein (municipios de Vaduz, Schaan, Rugell, Schellenberg, Mauren, Eschen, Planken, Triesenberg y Triesen).
Su nombre deriva de "vor" ('antes o delante' en alemán) y "Arlberg", o sea 'delante del Arlberg', que es una cadena de montañas, los Arlberg, en el este de la región, como límite natural con Tirol. 
Administrativamente está dividido en cuatro distritos:
- Bregenz
- Dornbirn
- Feldkirch
- Bludenz

Otras poblaciones destacadas:
- Hohenems
- Lustenau
- Schruns

En el norte está bañado por el Lago de Constanza o Bodensee. El río Rin es la frontera natural con Suiza. Otros ríos: Lech, Bregenzer Ach, Dornbirner Ach.

## Historia
Parte de la provincia de Retia bajo el imperio romano, se germanizó durante la Edad Media por el grupo de los alamanes, por lo que hoy hablan un dialecto alemánico (alemannisch) distinto del resto de Austria (bavaroaustríaco).
Formó parte de las posesiones de la Casa de Habsburgo en la Austria Anterior que fueron adquiriendo territorios: Koblach (1363), Feldkirch (1375), Montafon (1394), Schlins (1397) y Bregenz (1523). Después de las guerras napoleónicas, fue la única parte que conservaron en esa región. incluido como parte del Condado de Tirol hasta 1861.
Después de la Primera Guerra Mundial, que deshizo el Imperio austro-húngaro, el 11 de mayo de 1919, en un referéndum organizado en Vorarlberg, más del 80% de la población votó a favor de que el estado se integrara a la Confederación Suiza. Sin embargo, la oposición del gobierno de Austria, los Aliados, los liberales suizos, los suizos-italianos y los romandos impidió dicha anexión, rechazó a esa población y además expulsó a la gente.

## Política
Debido a la estructura federal de la República de Austria y al principio federal de la constitución, Vorarlberg, como estado federado, tiene sus propios órganos ejecutivos y legislativos, así como su propio órgano judicial en forma de Tribunal Administrativo Regional. Tanto los órganos ejecutivos y legislativos como el Tribunal Administrativo Regional tienen su sede en la capital del estado, Bregenz.
Los símbolos estatales de la provincia son el escudo, el sello, el himno y los colores del estado.
La constitución federal define el escudo, introducido en 1918, como parte de los símbolos del estado con las palabras:
   "El escudo del estado es el estandarte rojo monfortino sobre un escudo de plata".
El estandarte de Montfort tiene tres petos de igual anchura y bordes negros y lleva tres anillos rojos en el borde superior. El campo superior de la bandera está cruzado con dos, los dorsales están cruzados con tres líneas negras.
El Gobierno regional Wallner IV, en funciones desde 2024 y dirigido por el gobernador Markus Wallner (ÖVP), incluye cuatro consejeros provinciales del ÖVP y uno del socio de coalición, el FPÖ Vorarlberg, además del gobernador provincial Christof Bitschi (FPÖ). 

## Economía e infraestructuras

### Sede comercial
Desde el punto de vista económico, la provincia de Vorarlberg es una de las regiones industriales más antiguas de Austria. En la actualidad, la industria textil tradicional es menos dominante que las industrias de ingeniería de precisión y eléctrica, así como el turismo (Lech y Zürs am Arlberg, Montafon, Bregenzerwald, Kleinwalsertal). Vorarlberg es la segunda provincia más industrializada de Austria y la más orientada a la exportación (ratio de exportación de la producción industrial de aproximadamente el 70%). Otro factor importante son los desplazamientos transfronterizos a Suiza y Liechtenstein.
En comparación con el producto interno bruto de la Unión Europea expresado en estándares de poder adquisitivo, Vorarlberg alcanzó un índice de 139 en 2014 (UE-27: 100).

#### Industria
Entre las grandes empresas emblemáticas con relevancia internacional se encuentran:
- ALPLA en Hard (embalaje)
- Julius Blum GmbH y Grass en Höchst (herrajes)
- Gebrüder Weiss en Lauterach (transporte y logística)
- Zumtobel en Dornbirn (tecnología de iluminación)
- Doppelmayr en Wolfurt (construcción de teleféricos)
- Rauch en Rankweil y Nüziders, así como Pfanner en Lauterach (zumos de fruta)
- Suchard (confitería)
- Getzner Textil en Bludenz y Wolford (textiles)
- Grupo Rhomberg (construcción y ferrocarril) en Bregenz
- OMICRON electronics GmbH en Klaus (equipos de prueba y diagnóstico para equipos de operación en ingeniería eléctrica)

Además, algunos grandes conglomerados extranjeros con instalaciones de producción estratégicas también se han instalado en Vorarlberg. Cabe mencionar aquí, por ejemplo, a Liebherr e Hydro-Aluminium en Nenzing. Además, en Vorarlberg hay cuatro fábricas de cerveza.

#### Sostenibilidad
La provincia de Vorarlberg persigue una doble estrategia: por un lado, la continuación consecuente de los esfuerzos de protección del clima en el marco de la autonomía energética y, por otro, la adaptación a las consecuencias inevitables del cambio climático. El objetivo de la Estrategia de Adaptación al Cambio Climático de Vorarlberg es preparar a la población y a la economía para los cambios relacionados con el cambio climático e identificar las opciones de protección contra los impactos negativos. Según los últimos escenarios climáticos, se prevé que la temperatura media anual aumente de los 5 grados actuales a entre 1,2 y 1,4 grados más en 2040, y de dos a cuatro grados a finales de siglo. Desde 2015, la provincia de Vorarlberg cuenta con una estrategia de adaptación al cambio climático, que se concreta en planes de acción anuales. Numerosos municipios ya han afrontado las consecuencias del cambio climático en su municipio y han comenzado a desarrollar programas de medidas. La provincia de Vorarlberg apoya a los municipios en el desarrollo de sus propias estrategias de adaptación.
El Plan de Acción 2017 se basa, entre otras, en las siguientes medidas:
- Control de Torrentes y Avalanchas está invirtiendo más en proyectos de gestión de zonas.
- Las zonas de viviendas nuevas estarán protegidas de las inundaciones
- La gestión del agua asegura el suministro de agua potable creando o ampliando nuevas fuentes de ingresos
- La agricultura se centra en la conservación de plantas raras y antiguas para reforzar la capacidad de adaptación
- La Asociación Estatal de Bomberos aconseja a los afectados sobre los riesgos naturales
- La construcción de carreteras invierte en medidas para hacer frente al aumento de las precipitaciones
- El turismo se centra en las ofertas a lo largo de todo el año[10]

Natura 2000 es una red europea de zonas protegidas de especial valor con el objetivo de proteger las especies vegetales y animales en peligro de extinción y preservar permanentemente sus hábitats naturales. Cada Estado miembro está obligado a designar las zonas europeas protegidas, también conocidas como zonas Natura 2000. La UE debe recibir informes periódicos sobre la evolución de estas zonas, en particular sobre el estado de conservación de las especies y los hábitats mencionados. Así, una extensa red de zonas protegidas, la mayor del mundo, se extiende desde el Atlántico, pasando por los Alpes, hasta el Mar Negro. Vorarlberg cuenta ahora con 39 de estas zonas protegidas de importancia europea, que abarcan una superficie total de más de 24.140 ha desde las orillas del lago de Constanza hasta las tierras altas alpinas del Verwall.
El programa "Made in Vorarlberg" representa un método de producción eficiente para asegurar de forma sostenible el lugar de producción y negocio. Las empresas de Vorarlberg aplican muchas medidas motivadas por su conciencia medioambiental y, pensando estratégicamente, también por razones comerciales, y todo ello de forma voluntaria. Mientras que el consumo de energía del sector productivo disminuyó un 1,9% entre 2009 y 2014, el valor de la producción vendida aumentó un 26,5%, pasando de 9.600 a 12.400 millones de euros en el mismo periodo. Esto significa que se consume un 25% menos de energía por cada millón de euros de producción vendida que hace cinco años.
La iniciativa Tourismusstrategie 2030 es una hoja de ruta integral que prevé un futuro sostenible para el turismo de Vorarlberg. Esta iniciativa pretende alcanzar un equilibrio entre la promoción del turismo y la salvaguarda del entorno natural. Subraya la importancia del desarrollo responsable, las experiencias auténticas y la participación de la comunidad.

### Energía
La electricidad es ahora una parte fundamental de la economía de Vorarlberg, siendo la hidroeléctrica la principal fuente de energía. Se utiliza principalmente para la producción de electricidad en horas punta. Gracias a un acuerdo con Baden-Württemberg, la electricidad de punta se intercambia con la electricidad de base alemana en una proporción de 1:4. En 2003, Vorarlberg fue también la primera región de Europa en producir más energía renovable de la que se consume en ella. Por ello, la electricidad verde de Vorarlberg se vende también a la región alemana de Allgäu Occidental, a Suiza y a otros estados austriacos. El mayor productor y vendedor de electricidad de Vorarlberg es illwerke vkw AG. Produce el 75% de la electricidad de Vorarlberg, principalmente mediante energía hidroeléctrica.

### Turismo
La industria turística le da empleo a un número considerable de habitantes en Vorarlberg. Hay alrededor de 12,000 empleados trabajando en esta industria que representan aproximadamente el 11% de la fuerza laboral total (107,575 en 2015). El turismo es levemente más fuerte en invierno (1,23 millones en 2015) que en verano (1,14 millones en 2015). La verdadera diferencia radica en las estadías nocturnas que indican que Vorarlberg es un destino de invierno. Las pernoctaciones en invierno alcanzan un máximo de 5,11 millones, que es mucho en comparación con el verano con 3,7 millones.

### Educación
La Facultad de Ciencias Aplicadas de Vorarlberg, es una institución pública del sector postsecundario a nivel universitario. Sus empleados crean y transmiten conocimientos y competencias en el estudio, la investigación y la formación continua. En los campos de la economía, la tecnología, el diseño, así como en ciencias sociales y de salud, los programas de licenciatura y máster se ofrecen como formas de estudio a tiempo completo y a tiempo parcial y como un modelo dual.

### Administración
La administración de Vorarlberg está tradicionalmente organizada de forma descentralizada. Por un lado, esto se debe a que Vorarlberg no fue un estado federal independiente hasta 1918 y, por lo tanto, no tenía una capital y las instituciones estaban repartidas entre las ciudades más grandes. Por otro lado, aunque Bregenz es la sede del parlamento y del gobierno del estado federal, como tercera ciudad del país no ocupa la posición central que suelen tener las capitales federales en la mayoría de los demás estados federales. Así, todo el Valle del Rin, especialmente las tres grandes ciudades de Bregenz, Dornbirn y Feldkirch, puede considerarse el verdadero centro político y social de Vorarlberg.

## Deportes

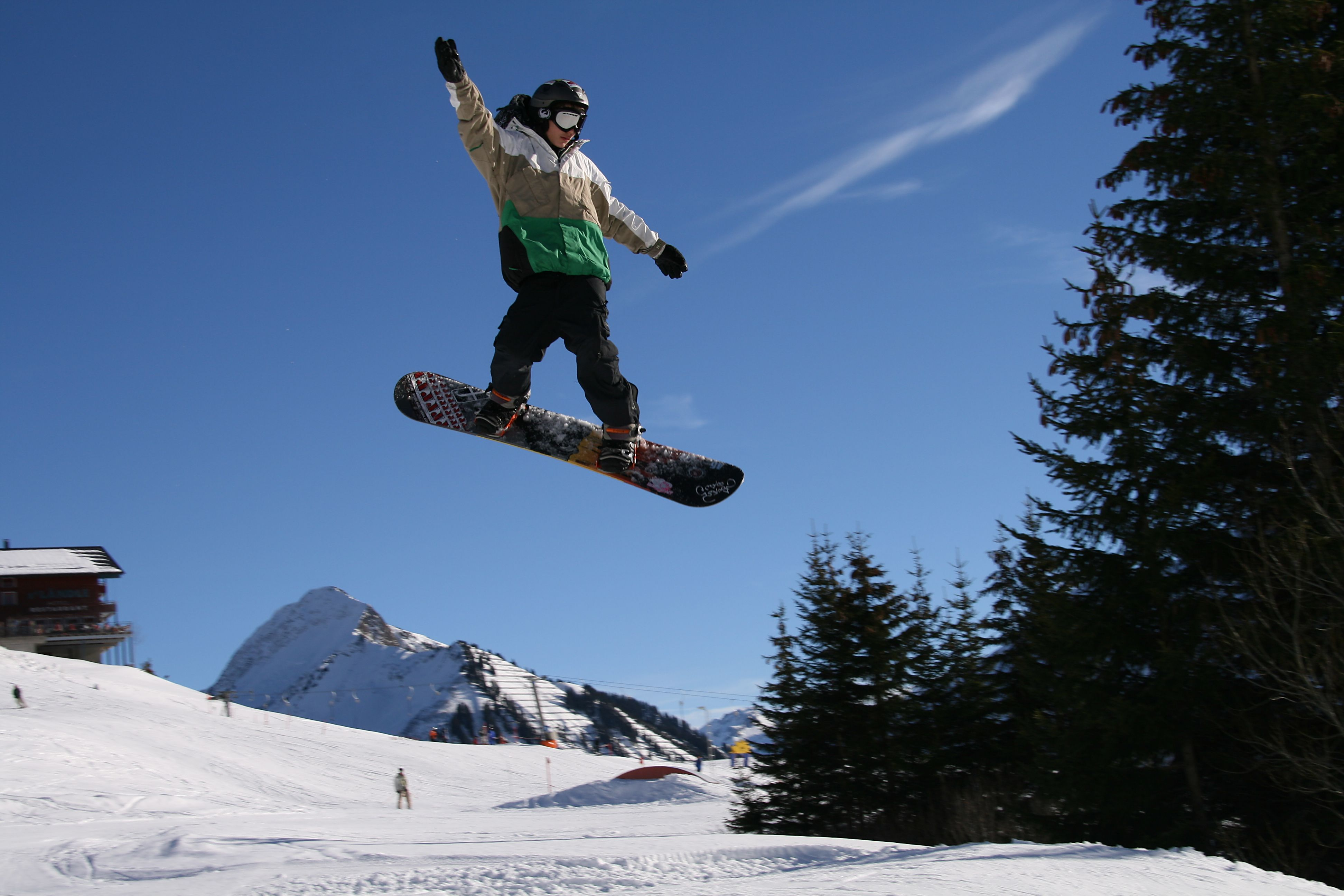
Snowbard en Vorarlberg

### Deportes de invierno
Las atracciones turísticas de invierno son las montañas y las numerosas estaciones de esquí. Los amantes de los deportes de invierno encontrarán las condiciones ideales para su deporte favorito: esquí, esquí de fondo, freeride, snowboard, patinaje sobre hielo, paseos en trineo tirado por perros, paseos en carruajes y parques de diversiones en la nieve. Gracias a su ubicación única en las montañas, también es posible cruzar Vorarlberg en esquís. "Ski Ride Vorarlberg" es una combinación de esquí, turismo y freeride y lleva a los turistas desde el Kleinwalsertal en el norte hasta el valle Montafon en el sur. El recorrido se lleva a cabo en un grupo pequeño y está acompañado por un guía. 

#### Esquiadores más famosos de estas regiones
- Anita Wachter
- Egon Zimmermann
- Gerhard Nenning
- Mario Reiter
- Hubert Strolz
- Hannes Schneider
- Toni Innauer[19]

#### Copa Mundial de Snowboard en Montafon
La Weltcup Montafon de Snowboard en Montafon forma parte de la Copa Mundial de Snowboard desde la temporada 2012/13. Está organizada por la Federación Internacional de Esquí (FIS) y la Federación Austriaca de Esquí (ÖSV) con su empresa Austria Ski Veranstaltungs GmbH (ASVG) en asociación con Silvretta Montafon y Montafon Tourismus. El Comité Organizador está formado por el presidente Peter Marko y el secretario general Christian Speckle. El curso de snowboardcross tiene una longitud de 980 metros y el de slalom paralelo de 280 metros, y las competiciones se celebran en Schruns, en Silvretta Montafon, Hochjoch.

### Deportes de verano
En verano, Vorarlberg ofrece una variedad de actividades. En las montañas se puede hacer senderismo, ciclismo de montaña y trail running. Para descansar se puede hacer un paseo en bote por el lago de Constanza o simplemente disfrutar de la naturaleza. En total, Vorarlberg cuenta con más de 5.500 kilómetros de rutas de senderismo con diferentes alturas, tanto para caminantes experimentados como inexpertos. La ruta temática "Gauertaler AlpkulTour", que se extiende a través del paisaje cultural de Montafon en las montañas Rätikon, es una ruta popular entre los turistas. El lago de Constanza es un pivote para excursionistas y peregrinos. Durante mucho tiempo, ha servido como punto de referencia para importantes caminos de peregrinos, incluido el sendero del lago Constanza, partes de la ruta de peregrinación a Santiago de Compostela, la ruta de senderismo circular "Min Weag" de 31 etapas a través de 6 regiones de Vorarlberg y las rutas europeas de senderismo E1, E4 y E5.

#### Hypomeeting Götzis
El Hypomeeting, también conocido como el Mösle Mehrkampf-Meeting o Mehrkampf-Meeting Götzis, es una competición internacional de atletismo que se celebra anualmente en la Möslestadion en el municipio de Götzis.

#### Gymnaestrada
La Gymnaestrada está considerada el mayor evento no competitivo de gimnasia en el mundo. Está organizada por la FIG, siendo un evento oficial de la misma. En la Gymnaestrada, equipos de gimnastas de diferentes países se reúnen y desarrollan presentaciones de diferentes disciplinas de gimnasia. Su objetivo es la promoción de la gimnasia a través de una jornada de exhibición de montajes gimnásticos. El festival tiene lugar cada cuatro años en una ciudad distinta.
La 13.ª edición de la World Gymnaestrada 2007 tuvo lugar del 8 al 14 de julio de 2007 en Dornbirn, Vorarlberg. Se esperaban 22.000 participantes de 56 países de los cinco continentes. La 16.ª edición de la World Gymnaestrada 2019 tuvo lugar del 7 al 13 de julio de 2019 por segunda vez en Dornbirn. Bajo el lema " Come together. Show your colours!" se esperaban hasta 18.000 atletas de más de 65 países.

## Cultura y tradición

### Museos

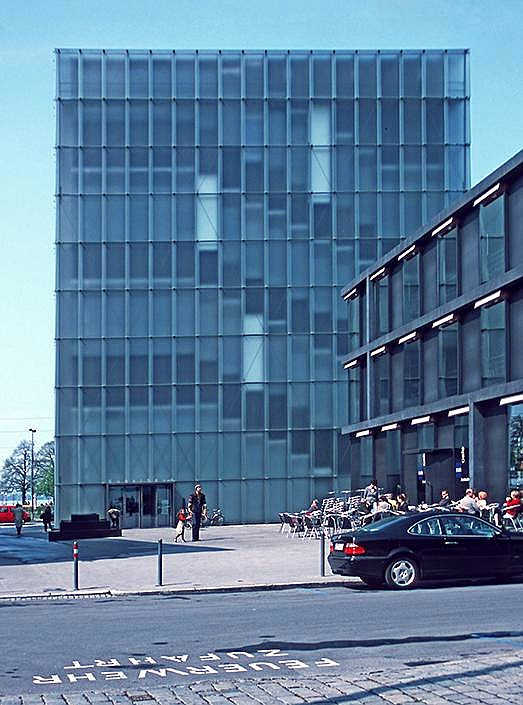
Kunsthaus Bregenz

En Vorarlberg hay muchos museos y lugares de interés como el Kunsthaus Bregenz, el Museo Vorarlberg, el Museo Judío de Hohenems y el “Wälderbähnle” (ferrocarril forestal de Bregenz), una vía férrea de vía estrecha que une Schwarzenberg con Bezau en medio de un pintoresco paisaje alpino.

### Arquitectura
Las numerosas construcciones de madera caracterizan el paisaje de Vorarlberg. Su arquitectura es sencilla y natural; por un lado tradicional pero al mismo tiempo cosmopolita, al igual que sus habitantes. 
En la región de Bregenzerwald, en las localidades Schwarzenberg y Sulzberg se descubre lo que caracteriza a la arquitectura y a la ingeniería de Vorarlberg. En esta región, la madera goza de un protagonismo indiscutible por ser de muy buena calidad y es de suma importancia para la industria de la construcción del lugar. Por lo tanto, la vista a estos lugares está repleta de construcciones de madera.
La Montafoner Haus es una forma de casa típica de la región de Montafon desde el siglo XV hasta el siglo XX en una construcción mixta de piedra y madera.
Los proyectos arquitectónicos galardonados y más conocidos son el Kunsthaus Bregenz, el museo Vorarlberg en Bregenz y el hotel Krone en Hittisau.
Un ejemplo moderno para la arquitectura de Vorarlberg se encuentra en Dornbirn. A partir de 2010, Vorarlberg ha estado invirtiendo en investigaciones sobre fuentes de energía renovables y casas eficientes desde el punto de vista energético para lograr objetivos climáticos autoestablecidos. En 2012, se construyó el primer complejo híbrido modular de madera de ocho plantas: el LifeCycle-Tower ONE (LCT ONE). Tiene 27 metros de altura y está hecho de madera y hormigón. Los beneficios de este proyecto innovador son la eficiencia ambiental y energética, un 90% menos de emisiones de CO2, una construcción mucho más rápida como así también el tiempo de producción industrial de los componentes.

#### La Nueva Escuela de Arquitectura de Vorarlberg y la arquitectura moderna
La escena de la arquitectura moderna de Vorarlberg desde los años 80 ha sido reconocida en toda Europa. Con la Neue Vorarlberger Bauschule, ha hecho de Vorarlberg una marca para un enfoque sofisticado de la arquitectura en el debate entre los métodos de construcción tradicionales y la interpretación moderna. La Escuela de Construcción de Vorarlberg es reconocida como pionera de la Nueva Arquitectura Alpina. La institución central para la interconexión de la arquitectura contemporánea de Vorarlberg es el Instituto de Arquitectura de Vorarlberg (VAI), fundado en Dornbirn en 1997.
En el Werkraum Bregenzerwald, los artesanos locales trabajan con diferentes técnicas sobre diversos materiales. El Werkraum Bregenzerwald está abierto al público. Sirve para mostrar la artesanía, promover la cultura de la construcción en cooperación con los arquitectos y aumentar la experiencia en el diseño y la calidad de la artesanía, dando prioridad a la participación de los jóvenes.
La arquitectura contemporánea actual en Vorarlberg combina los materiales tradicionales, que rodean naturalmente a Vorarlberg, con la sostenibilidad y las expresiones modernas.

#### Rutas de la arquitectura

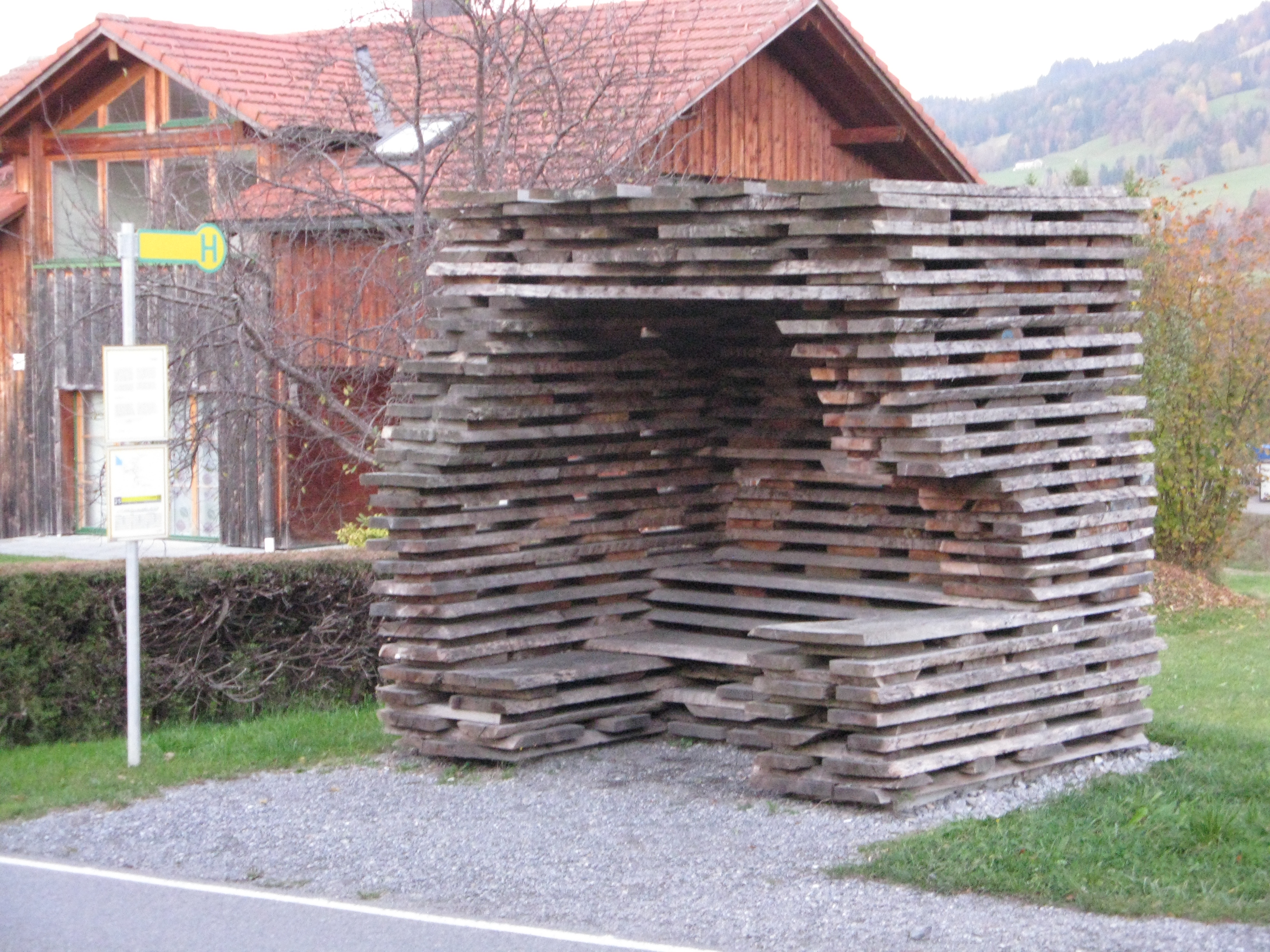
Ejemplo parada de autobús, Krumbach

El instituto de arquitectura de Vorarlberg y la oficina de turismo de Vorarlberg desarrollaron en colaboración 11 rutas arquitectónicas que incluyen espacios de pueblos, arte y cultura, madera y materiales, artesanía e innovación como así también naturaleza y paisaje. Estos recorridos llevan a los visitantes a regiones urbanas y rurales para ilustrar la variedad arquitectónica en Vorarlberg mediante ejemplos seleccionados. Estos ejemplos se caracterizan por una combinación funcional, versatilidad espacial, radicalismo formal, hipermetropía ecológica e integración social.

#### Parada de autobús Krumbach
En un proyecto titulado BUS:STOP Krumbach, la asociación cultural de Krumbach invitó en el 2013 a siete famosos estudios de arquitectura para rediseñar las paradas de autobuses y transformarlas en impresionantes obras de arte. Estas paradas de autobuses recibieron un reconocimiento especial como por ejemplo los premios nacionales de arquitectura de Austria y el premio nacional de RR.PP.

### Regiones turísticas
- Bregenzerwald (el bosque de Bregenz) y las montañas del bosque de Bregenz
- Bludenz
- Región de Arlberg (incluidas las estaciones de esquí de alta gama Lech y Zürs)
- Brandnertal
- Montafon
- Kleinwalsertal y
- Großes Walsertal
- Klostertal es un valle a lo largo del río Alfenz, que se extiende desde el Arlberg hasta Bludenz.
- El Piz Buin (Gran Piz Buin) es una montaña en la frontera entre Austria y Suiza. Con 3312 m es la tercera montaña más alta de la sierra Silvretta y la más alta de Vorarlberg.
- El Delta del Rin (en alemán: Rheindelta) del Lago de Constanza es el delta del río en la orilla sureste del Lago de Constanza, que el Rin (también conocido como Alpenrhein) ha formado en una antigua área marina.
- Lech Zürs & Stuben am Arlberg

#### Ruta del Queso Bregenzerwald
La región de recreo Ruta del Queso Bregenzerwald, en alemán: Käsestraße Bregenzerwald, es una asociación de agricultores, posaderos, artesanos y empresas comerciales de la zona de Bregenzerwald, Austria. Todos los miembros y socios de la Käsestraße contribuyen a la conservación de la agricultura de Bregenzerwald y de sus productos locales.

### Reservas naturales

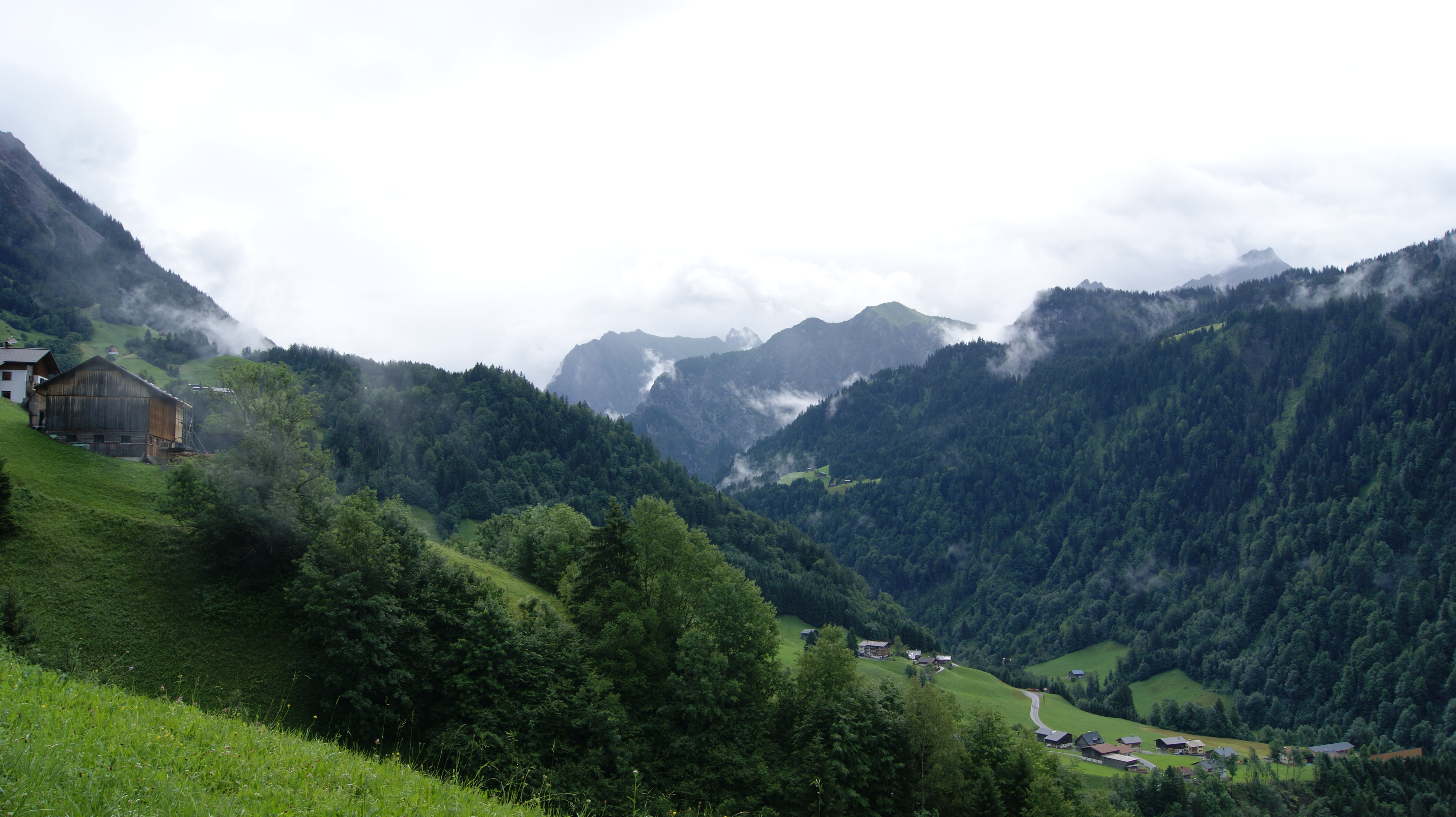
Reserva de la biosfera - UNESCO, Grosses Walsertal

##### Reserva de la biosfera Großes Walsertal
La reserva de la biosfera Großes Walsertal abarca 19.200 ha, 3.400 habitantes y alrededor de 180 granjas (40% de las cuales son orgánicas). La reserva es un ejemplo para una economía y un turismo sostenible en la región y es una plataforma para el debate sobre la sociedad, la política y la ciencia. Es la primera reserva natural de Vorarlberg declarada por la UNESCO.

### Eventos culturales

#### Bregenzer Festspiele
Bregenzer Festspiele es el festival más conocido de la región y presenta uno de los aspectos culturales más destacados de Austria desde 1946. Se lleva a cabo anualmente en los meses de julio y agosto. Con óperas y musicales como la flauta mágica, West Side Story y Carmen el Bregenzer Festspiele atrae a cientos de miles de espectadores cada año.

#### Alpinale
La ALPINALE es un festival de cortometrajes austriaco que tiene lugar anualmente en Vorarlberg. De 1985 a 2003, se llevó a cabo en Bludenz y de 2003 a 2019 en Nenzing. En 2020, el festival regresa a Bludenz. 

#### Poolbar
Poolbar es un festival moderno de música y cultura en Feldkirch. Se celebra anualmente entre julio y agosto y atrae a alrededor de 20,000 visitantes que gozan de música, exposiciones, poesía y moda.  

#### Schubertiada
La Schubertiada es el festival más importante de Franz Schubert en todo el mundo y tiene lugar en Schwarzenberg cada año. 

#### Philosophicum Lech
Philosophicum Lech es un simposio interdisciplinario en el pueblo alpino de Lech. Cada año, esta conferencia analiza un tema actual filosófico a través de presentaciones y debates.

#### Medicinicum Lech
Medicinicum Lech es un simposio médico que trata de temas vinculados a la salud y la nutrición.

#### Tanzcafé Arlberg
El Festival de Música Tanzcafé Arlberg es un evento cultural de música y danza que tiene lugar en Lech / Zürs, en región de Vorarlberg en Austria. El festival se celebra todos los años en primavera durante dos semanas y ofrece conciertos gratuitos al aire libre y actividades de baile durante el período de après-ski.

#### Lichtstadt Feldkirch
Lichtstadt Feldkirch es un festival urbano de Light Art. El arte de la luz se manifiesta en numerosos formatos, a menudo a través de géneros. Los objetos de luz, películas, proyecciones, mapeos y esculturas hacen del espacio, el tiempo y el espectador una parte activa de la obra.

#### Montafoner Resonanzen
Montafoner Resonanzen es un festival de música de diferentes estilos en lugares poco habituales en las montañas de Montafon.

#### Walserherbst
El festival cultural Walserherbst ofrece encuentros sorprendentes con el arte y la cultura contemporánea en el centro del parque de la biosfera Großes Walsertal en Vorarlberg. Bajo la dirección de Dietmar Nigsch, originario de la región, el Walserherbst ofrece música, literatura, espectáculos, cine de autor europeo e internacional, así como costumbrismo, cultura popular y gastronomía en el paisaje alpino de la Reserva de la Biosfera Großes Walsertal.

#### POTENTIALe
POTENTIALe Messe & Festival  es una feria y un festival de artes en Feldkirch que se realizó por primera vez en 2007. En la feria y el festival, alrededor de 110 expositores presentan sus productos e ideas en un espacio de exposición de 3.373 m². Además de un mercado de antigüedades, hay talleres y grupos de discusión, un "laboratorio de diseño", exposiciones de fotografía, así como presentaciones de música y películas.

#### Literaturfest Kleinwalsertal
La Literaturfest Kleinwalsertal es un festival literario que tiene lugar en el valle de Kleinwalsertal. Este festival propone lecturas y eventos en lugares poco comunes del valle, ya sea en un lugar especial, como una piscina, o itinerante con lecturas realizadas a pie o en autobús.

#### Literaricum Lech
El Literaricum Lech es un foro y congreso literario que se celebra en Lech am Arlberg. Su objetivo es debatir sobre la literatura clásica y contemporánea de forma accesible e innovadora. Se estrenó del 8 al 10 de julio de 2021.

#### FAQ Bregenzerwald
FAQ Bregenzerwald es un foro social con carácter de festival. Ofrece conferencias y discusiones, conciertos y experiencias culinarias en lugares poco comunes.

### Costumbres
Las costumbres de Vorarlberg son las costumbres, tradiciones y fiestas que se cultivan y celebran en esta región. Estas costumbres difieren en gran medida de las del resto de Austria, ya que Vorarlberg pertenece al círculo cultural alemánico. Sin embargo, las costumbres importantes son tradicionalmente católicas, ya que el 78% de la población de Vorarlberg pertenece a la Iglesia católica.
En consecuencia, las costumbres durante el año también se dividen en un año económico, uno rural y uno eclesiástico. Asimismo, ciertas costumbres pueden dividirse en el círculo de la vida (acontecimientos que ocurren una vez en la vida de una persona) y el círculo del año (costumbres que se repiten periódicamente).

#### Cultura del queso
Los prados dispersos, los pastos de montaña escarpados, los pastos alpinos y las praderas de alto rendimiento proporcionan el forraje para más de 24.000 vacas lecheras, 1.500 cabras y cientos de ovejas lecheras. Producen la leche alimenticia a partir de ella. El "subproducto" de la ganadería es un paisaje cultural centenario. El Vorarlberger Alpkäse, protegido por su origen, y el Montafon Sura Kees se producen en unas 130 granjas lecheras alpinas de Vorarlberg. La producción de queso alpino sigue basándose en los conocimientos y habilidades de los lecheros alpinos que se han desarrollado y perfeccionado durante siglos. El 60 % de la leche producida en Vorarlberg se transforma en especialidades queseras. El queso de Vorarlberg se caracteriza por la artesanía centenaria y la producción moderna. Es un alimento profundamente arraigado en la cultura regional.